# Werner Küttner
Werner Küttner (* 7. September 1911 in Rabenau; † 5. Februar 2005 in Freiberg) war ein deutscher Maler.

## Leben und Werk
Küttner machte von 1930 bis 1935 eine Ausbildung als Lithograph. Neben der Schule und der Lehre besuchte er von 1928 bis 1931 abends bei Alexander Vatin die Dresdener Volkskunstschule. Von 1939 bis 1940 studierte er bei Josef Urbach an der Folkwangschule Essen. Ab 1940 war er im Kriegsdienst. Nach der Rückkehr aus der Gefangenschaft studiert er von 1947 bis 1950 bei Wilhelm Rudolph und Wilhelm Lachnit an der Hochschule für Bildende Künste Dresden. Seit dem Diplomabschluss arbeitete Küttner als freischaffender Maler und Grafiker in Freiberg, wo er auch der Künstlergemeinschaft „Die Kaue“ angehörte. Er war bis 1990 Mitglied des Verbands Bildender Künstler der DDR und gehörte zeitweilig der Freiberger Stadtverordnetenversammlung an.
Neben seinen freien Arbeiten als Maler und Grafiker schuf Küttner auch baugebundene Auftragswerke für Neubauten, u. a. als Wandmalerei, Sgraffito, Kupfertreibarbeit und Keramik-Spaltplattenmalerei. Von 1950 bis 1976 war er in Freiberg an der Erweiterten Oberschule Lehrer für Kunsterziehung. In dieser Zeit war er maßgeblich am Aufbau eines Schulheims in Gager beteiligt. Bei seinen jährlichen Aufenthalten auf Rügen erwarb er für sich 1976 ein Anwesen in Groß Zicker. Auf Rügen schuf er eine  bedeutende Anzahl von Bildern, vor allem Aquarelle und Pastelle.
Studienreisen führten ihn nach Italien, Sizilien, Sibirien, auf die Krim und nach Österreich.
Werke Küttners befinden sich u. a. in der Kunstsammlung der Technischen Universität Bergakademie Freiberg und im Museum Osterzgebirgsgalerie Schloss Dippoldiswalde.

## Werke (Auswahl)

### Tafelbilder (Auswahl)
- Dorfstraße (Öl; 1951 auf der Mittelsächsischen Kunstausstellung)

- Arbeitsgemeinschaft Biologie (Öl, 1951)[2][3]
- Hüttenarbeiter (Tafelbild, Öl 1956; im Bestand der Kunstsammlung der Technischen Universität Bergakademie Freiberg)[4]

### Pastell und Aquarell (Auswahl)
- Mittagsruhe im Kindergarten (Pastell, 1950)[5][3]
- Zirkus - Musikclowns (Pastell, 1951)[6][3]

- Mädchen mit Puppe (Pastell; 1951 auf der Mittelsächsischen Kunstausstellung)
- Studentin (Pastell; 1951 auf der Mittelsächsischen Kunstausstellung)

- Schneeschmelze (Aquarell)[7]

- Kammlandschaft Zinnwald-Georgenfeld (Pastell, 1971; im Bestand des Museums Osterzgebirgsgalerie Schloss Dippoldiswalde)[8]

### Baubezogene Werke (Auswahl)
- Der Morgen – Der Tag – Der Abend (drei Wandgestaltungen am Kindergarten Freiberg-Wasserberg, 1966. Mit Herbert Humpisch und Volker Träger)

## Ausstellungen (mutmaßlich unvollständig)

### Einzelausstellungen
- 1956 Freiberg, Stadt- und Bergbaumuseum (mit Hilde Böhme-Burkhardt und Herbert Humpisch)
- 1958 Freiberg, Stadt- und Bergbaumuseum[9]
- 1959 Freiberg, Stadt- und Bergbaumuseum
- 1996 Freiberg, Naturkundemuseum (Malerei und Grafik)
- 2000 Groß-Zicker, Pfarrwitwenhaus

### Ausstellungsbeteiligungen
- 1947: Freiberg, Stadt- und Bergbaumuseum (2. Ausstellung Erzgebirgischer Künstler)[10]

- 1948: Freiberg, Stadt- und Bergbaumuseum (3. Ausstellung Erzgebirgischer Künstler)[11]
- 1948 und 1951: Chemnitz, Schlossberg-Museum („Mittelsächsische Kunstausstellung“)[12]
- 1956: Freiberg, Stadt- und Bergbaumuseum („Freiberger Künstler schaffen für die neue Schule in Halsbrücke“)
- 1963: Karl-Marx-Stadt, Museum am Theaterplatz („10 Jahre Architektur, bildende Kunst und bildnerisches Volksschaffen in Karl-Marx-Stadt“)[13]
- 1979 und 1985: Karl-Marx-Stadt, Bezirkskunstausstellungen
- 1984/1985 Karl-Marx-Stadt, Städtisches Museum am Theaterplatz („Retrospektive 1945 – 1984. Bildende Kunst im Bezirk Karl-Marx-Stadt“)